# Dasytrogus palpalis
Dasytrogus palpalis är en skalbaggsart som beskrevs av Moser 1924. Dasytrogus palpalis ingår i släktet Dasytrogus och familjen Melolonthidae. Inga underarter finns listade i Catalogue of Life.